# Pont aeri de Berlín

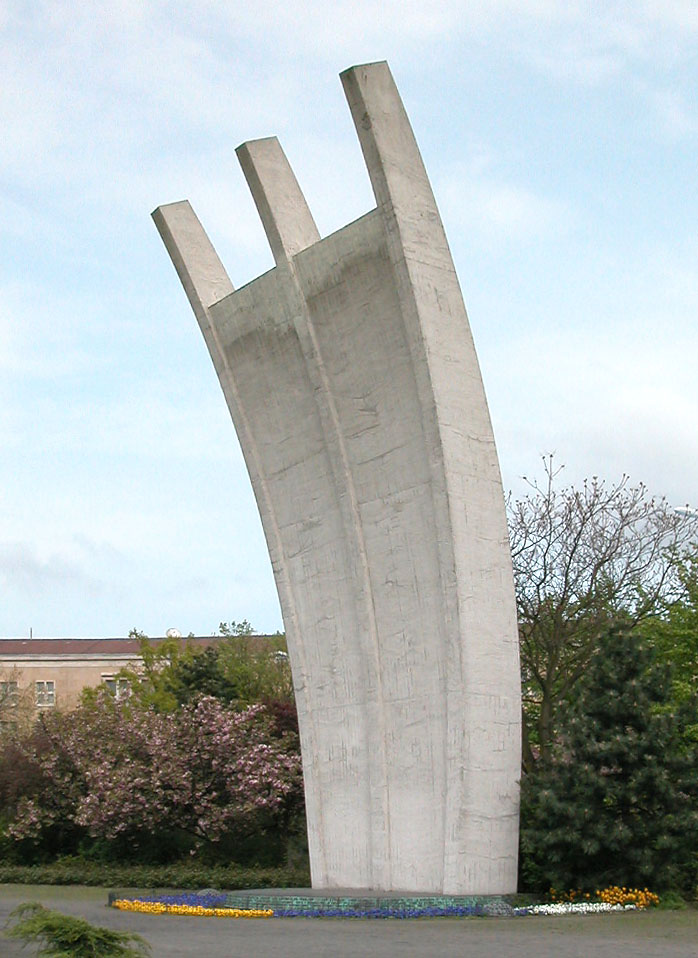
Monument al pont aeri a Tempelhof (Berlín)

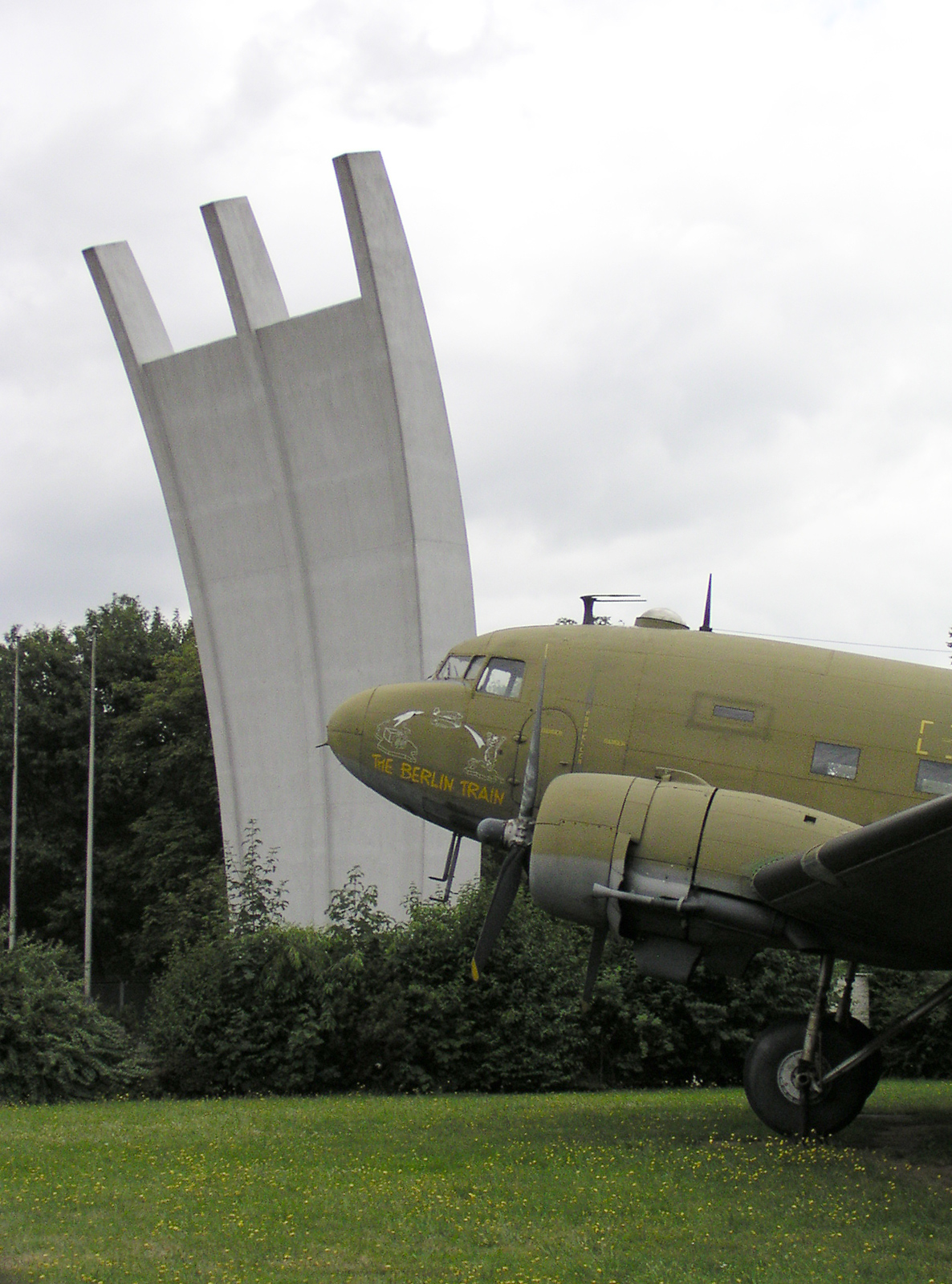
Monument a la base aèria de Rhein-Main amb un Douglas C-47

El pont aeri de Berlín és un mecanisme que les forces d'ocupació britàniques i americanes van fer servir durant la guerra freda per abastir Berlín Oest d'aliments i mercaderies després que l'URSS decretés el bloqueig de Berlín l'1 d'abril de 1948 i va durar del 25 de juny de 1948 al 12 de maig de 1949.

## Història

### Bloqueig de Berlín
El cap de l'administració militar soviètica a Alemanya, Vassili Danilòvitx Sokolovski, va ordenar l'1 d'abril de 1948 el tancament provisional de les fronteres de la zona d'ocupació soviètica, com a reacció a la fusió de les altres tres zones d'ocupació (americana, anglesa i francesa), ja que això suposava, des del punt de vista soviètic, un trencament dels acords de la Conferència de Potsdam.
Al contrari que amb les connexions terrestres amb Berlín, hi havia un acord explícit quant als corredors aeris que permetia els Aliats d'usar-los lliurement. Les forces aèries americanes i britàniques ja abastien per aire les seves tropes a Berlín Oest, i van decidir ampliar massivament aquests enviaments per abastir els ciutadans de la ciutat.
El 25 de juny el general Clay ordenà la posada en marxa del pont aeri, i el 26 de juny el primer avió de les forces aèries americanes va aterrar a l'aeroport Tempelhof de Berlín, començant així l'operació Vittles. L'operació Plain Fare, de l'exèrcit de l'aire britànic, va iniciar-se dos dies després. Durant el bloqueig de la part occidental de Berlín, el seu alcalde, Ernst Reuter (SPD), es va convertir en un símbol de la voluntat berlinesa de resistència contra el comunisme. El seu discurs davant les ruïnes del Reichstag, en el qual va apel·lar a la comunitat mundial a no deixar sucumbir Berlín Oest ("... Pobles del Món! Mireu aquesta ciutat! ..."), va tenir repercussió a tot el planeta.
El pont aeri començà amb l'enviament de 750 tones de mercaderies al dia. Gràcies a la reorganització duta a terme pel general William H. Tunner, que va assumir la direcció del pont aeri poques setmanes després del seu inici, a finals de juliol de 1948 ja s'havia arribat a les 2.000 tones diàries. El 16 d'abril de 1949 es va establir el rècord amb 11.740 tones i 1.398 vols en un sol dia. A més de materials de construcció per als aeroports, els enviaments constaven principalment de blat, carbó (com a combustible i per a la producció d'electricitat), benzina i medicaments.
Va ser possible enviar aquestes quantitats enormes de productes gràcies a un sistema molt ben dissenyat. Es van utilitzar tres corredors de sentit únic: el del nord i el del sud per a trajectes cap a Berlín Oest i el corredor central de tornada. Cada corredor comptava amb cinc altures diferents i cada pilot tenia un intent únic d'aterratge. Si no ho aconseguia, havia de tornar amb càrrega inclosa. Aquest sistema possibilità que aterrés a Berlín un avió cada tres minuts, i el temps de parada a l'aeroport es reduïa a mitja hora.
A més d'americans i britànics, amb el temps s'hi van afegir Austràlia, Nova Zelanda, el Canadà i Sud-àfrica. França no hi va poder participar perquè el seu exèrcit estava ocupat a la guerra d'Indoxina. La seva contribució al projecte va ser la reconstrucció de l'aeroport de Tegel en un temps rècord de quatre mesos.
Una anècdota curiosa la protagonitzà el pilot Gail Halvorsen amb el seu avió Rosinenbomber (Bombarder de panses). El pilot americà va tenir la idea de llançar poc abans d'aterrar, lligades a un mocador, preses de xocolata que rebia de la seva família dels EUA. Quan la premsa berlinesa se'n va assabentar i se'n feu ressò, tots els altres pilots van sumar-se a la iniciativa, i van començar també a llançar petits paquetets amb xiclets, xocolata o panses, que els infants de la ciutat esperaven encantats. Aquesta acció es coneix amb el nom d'Operació Little Vittles.
L'URSS, en veure que els americans i els britànics garantien l'abastiment de Berlín Oest mitjançant el pont aeri, i que teòricament podien seguir duent-lo a terme indefinidament, van acabar aixecant el bloqueig sobre la ciutat el 12 de maig de 1949 a les 0:01 hores.

### Rècord històric
En total es van enviar 2,11 milions de tones de mercaderies, d'entre les quals 1,44 milions eren de carbó, 490.000 eren queviures i 160.000 eren materials de construcció. Les mercaderies, en arribar a Berlín, s'havien de pagar als Aliats; per exemple, el general Clay va establir un preu de 100 dòlars per cada tona de carbó. Durant els 278.228 vols hi va haver alguns accidents mortals, en els quals 41 britànics, 31 americans i 8 alemanys van morir. D'altra banda, moltes persones van morir durant el bloqueig de Berlín Oest de fam o de malaltia, especialment de tuberculosi.
Des de 1951 hi ha un monument recordatori d'Eduard Ludwig a la Platz der Luftbrücke (plaça del Pont Aeri), davant de l'aeroport de Tempelhof de Berlín. Les tres punxes de la part superior simbolitzen els tres corredors aeris. Un monument bessó es troba a la base aèria de Wietzenbruch, prop de Hannover, així com una reproducció de mida natural a l'antiga base aèria Rhein-Main contigua a l'aeroport de Frankfurt. A la inscripció en aquest monument hi diu: "Van donar la vida per la llibertat de Berlín al servei del pont aeri 1948/1949". A sota hi ha gravats el nom i la gradació del morts en els accidents aeris.

## Aeroports

### Berlín
A Berlín es van fer servir els aeroports de Gatow (sector britànic), Tempelhof (sector americà) i Tegel (sector francès).
A més, també es van utilitzar hidroavions per al transport de carbó i sal, que aterraven al riu Havel i al llac Grosser Wannsee.

### Alemanya Occidental
Els americans s'enlairaven principalment des de les seves bases a Wiesbaden i a Frankfurt. Els britànics ho feien des d'aeroports situats a la seva zona d'ocupació, com ara Celle, Faßberg i Wunstorf. Els hidroavions britànics sortien de l'Elba prop d'Hamburg.